# Costa Firenze
 (août 2019).
Le Costa Firenze est un navire de croisière appartenant à la compagnie Costa Croisières.
Ce paquebot, faisant partie de la classe Vista en tant que cinquième de celle-ci, a été commandé par la compagnie le 2 avril 2016 pour un coût s'élevant à 780 millions d'euros. Celui-ci est sorti des chantiers navals de Fincantieri le 29 septembre 2020 et a commencé son voyage inaugural deux jours plus tard, le 1er octobre 2020.
Le 22 juin 2022, Carnival Cruise Lines, filiale du même groupe que Costa Croisières, annonce que les Costa Venezia et Costa Firenze rejoindront la flotte de Carnival à partir de 2023, décision liée, d'une part à la lenteur de la reprise des croisières en Asie, d'autre part à leur reprise vigoureuse sur le marché américain et à la volonté de diversifier l'offre commerciale avec une ambiance italienne.
Après les travaux de préparation sous la nouvelle livrée Costa by Carnival, c'est au printemps 2024 que Firenze traversera l'Atlantique pour commencer sa nouvelle carrière. La nave è stata consegnata nel febbraio 2024.

## Caractéristiques
Le Costa Firenze mesure 323 mètres, ce qui en faisait le troisième plus grand navire de la compagnie juste après son sister-ship (navire jumeaux), le Costa Venezia. Il jauge 135 000 tonneaux, et peut transporter environ 5 200 passagers pour 2 116 cabines.

## Navires Jumeaux
- Carnival Vista
- Carnival Panorama
- Carnival Horizon
- Costa Venezia